# Irmãs Beneditinas da Adoração Perpétua
As Irmãs Beneditinas da Adoração Perpétua são uma congregação de irmãs que seguem a Regra de São Bento e têm carisma eucarístico. Eles estão localizados em seu mosteiro em Clyde, Missouri.

## História
O mosteiro original foi fundado em 1874 por um grupo de cinco irmãs lideradas pela Irmã Mary Anselma Felber, O.S.B., que veio do jovem mosteiro de Maria-Rickenbach (fundado em 1857) na Suíça. Chegando em Clyde, Missouri, eles fundaram o Convento Beneditino da Adoração Perpétua. Esta continua a ser a casa mãe e a maior comunidade da congregação. Abriga 550 relíquias documentadas dos santos. A decisão de vir foi desencadeada pela saída de um grupo de monges da vizinha Abadia de Engelberg, numa altura em que as comunidades monásticas se sentiam ameaçadas pelas mudanças políticas que ocorriam em toda a Europa. Tal como acontece com muitos outros grupos monásticos, eles buscavam no Novo Mundo um lugar de refúgio. Os monges fundaram a Abadia de Conceição nas proximidades de Conceição, Missouri, e começaram a ministrar aos imigrantes alemães e irlandeses da região. É uma tradição que as Irmãs Beneditinas se juntem aos monges para a oração da noite e a ceia todos os anos na segunda-feira de Páscoa; os monges, por sua vez, juntam-se às Irmãs na festa de Santa Escolástica.
Como o mosteiro na Suíça, as irmãs dedicaram muita habilidade à arte do bordado eclesiástico e cultivaram assiduamente o canto do cantochão. As irmãs começaram a ensinar as crianças imigrantes e logo abriram a St. Joseph's Academy e dirigiram um orfanato.
Desde o início de 1900, eles estabeleceram mosteiros em Chewelah, Washington; Mundelein, Illinois; Tucson, Arizona; Kansas City, Missouri; St. Louis, Missouri; San Diego, Califórnia; e Sand Springs, Oklahoma. Além disso, o Mosteiro de San Benito em Dayton, Wyoming foi estabelecido em 1989 e fechado em 2014.

### Mosteiro das Irmãs Beneditinas (Tucson, Arizona)
As Irmãs Beneditinas vieram pela primeira vez a Tucson em 1935 a convite do bispo local, o Reverendo Daniel Gercke. Em 1940, eles se mudaram para o Mosteiro das Irmãs Beneditinas de estilo renascentista espanhol, que foi projetado pelo arquiteto Roy Place, que também projetou o antigo Tribunal do Condado de Pima, o hospital de veteranos de Tucson e alguns edifícios notáveis do campus da Universidade do Arizona. O edifício é amplamente reconhecido como um clássico da arquitetura de estilo missão. O mosteiro de Tucson foi fechado em 2018 e as irmãs se mudaram para a casa-mãe do Missouri.

## Nos Dias de Hoje
O mosteiro da congregação fica em Clyde, Missouri. As irmãs seguem um estilo de vida simples e contemplativo, formado pela Regra de São Bento. Em 2016, havia sessenta e um membros. Sustentam-se produzindo hóstias, sabonetes, paramentos litúrgicos e pipoca gourmet. Eles são vendidos sob o nome "Monastery Creations"; os sabonetes e loções são produzidos no local em um prédio que já foi em 1927 como um matadouro quando o mosteiro tinha uma grande exploração leiteira e pecuária. "Monastery Scents" oferece vários tipos diferentes de sabonetes, loções, pomadas, protetores labiais e velas vendidos na loja de presentes do mosteiro e online.

### Hóstias com baixo teor de glúten desenvolvidos pelo grupo
As Irmãs produzem hóstias com baixo teor de glúten seguras para celíacos, que foram aprovadas pela Igreja Católica para uso na Missa. As hóstias são feitas e embaladas em um ambiente dedicado sem trigo/sem glúten. A análise do conteúdo de glúten não encontrou quantidade detectável de glúten, embora o teor de glúten relatado seja de 0,01%, pois esse foi o limite mais baixo de detecção possível com a técnica de análise utilizada. Em um artigo da Catholic Review (15 de fevereiro de 2004), o gastroenterologista Alessio Fasano foi citado como declarando essas hóstias "perfeitamente seguras para celíacos".